# Le Colombier (série télévisée)
Le Colombier est un téléroman québécois en treize épisodes de 25 minutes en noir et blanc scénarisé par Eugène Cloutier et diffusé entre le 11 avril et le 4 juillet 1957 à la Télévision de Radio-Canada.

## Distribution
- Guy Hoffmann : Charles Duval
- Charlotte Boisjoli : Solange
- Jean-Paul Dugas : Philippe Duval
- Lucille Gauthier : Geneviève Duval
- Roger Joubert : César
- Jacques Languirand : Maire de Grandmont
- Madeleine Langlois : Henriette
- Jean Gascon : Anatole Varin
- René Caron : Roméo Bouchard
- Edgar Fruitier : René
- Benoît Girard : François Giguère
- France Johnson : Francine Dubé
- Dyne Mousso : rôle inconnu
- Nathalie Naubert : rôle inconnu

## Fiche technique
- Scénariste : Eugène Cloutier
- Réalisation : Gérard Chapdelaine
- Société de production : Société Radio-Canada